# Cis floridae
Cis floridae är en skalbaggsart som beskrevs av Dury 1917. Cis floridae ingår i släktet Cis och familjen trädsvampborrare. Inga underarter finns listade i Catalogue of Life.